# Werner Pokropp
Werner Pokropp (* 13. April 1941 in Ostpreußen; † 5. Dezember 2007 in Hamburg) war ein deutscher Fußballspieler. Mit insgesamt 223 Punktspielen zwischen 1963 und 1971 war er der Rekordspieler des FC St. Pauli in der damals zweitklassigen Fußball-Regionalliga Nord. Angefangen hatte die höherklassige Spielerkarriere der späteren Vereinslegende 1960 in der damals erstklassigen Fußball-Oberliga Nord, in der er bis 1963 für die Braun-Weißen 77 Ligaspiele mit vier Toren absolviert hatte.

## Karriere

### Jugend und Beginn in der Oberliga Nord, bis 1963
Der nach Ende des Zweiten Weltkriegs in Schleswig-Holstein gestrandete Knabe Werner Pokropp entwickelte rasch beim SV Bad Bramstedt, in einer Kleinstadt im Kreis Segeberg im südlichen Schleswig-Holstein gelegen, sein fußballerisches Talent und durchlief mit Erfolg als Schüler die Kreis- und Verbandsauswahl und wurde als Höhepunkt am 23. April 1956, zehn Tage nach seinem 15. Geburtstag, in die deutsche Schülernationalmannschaft berufen. Die Talente des DFB trugen in Portsmouth ein Freundschaftsspiel gegen die Schülerauswahl von England aus. Das Spiel ging mit 2:5 verloren und Pokropp lief dabei als linker Außenläufer im damals gepflegten WM-System an der Seite des Mitspielers Ernst Kreuz auf. In seinem ersten Seniorenjahr, 1959/60, beim TSV Lägerdorf in der Amateurliga Schleswig-Holstein überzeugte er auf Anhieb so gut, dass der Oberligist FC St. Pauli auf das Talent aufmerksam wurde und den Mittelfeldspieler zur Saison 1960/61 an das Heiligengeistfeld nach St. Pauli holte.
Neben Pokropp verpflichteten die Braun-Weißen auch noch Peter Gehrke, Hans Knubbe und Torhüter Hans-Joachim Thoms. Im Team von Trainer Heinz Hempel waren die erfolgreichen Zeiten des glorreichen „Wunderteams“ längst vorbei, jetzt waren als Leistungsträger Spieler wie Rolf Bergeest, Horst Haecks, Peter Osterhoff und Ingo Porges gefordert. Pokropp gehörte mit 30 Ligaeinsätzen (1 Tor) sofort der Stammbesetzung an und die „Kiez-Kicker“ belegten den 4. Rang. In seiner zweiten St. Pauli-Saison, 1961/62 kamen zwar mit Rolf Gieseler und Uwe Witt zwei leistungsstarke Akteure für die Defensive dazu, aber ausgerechnet im letzten und entscheidenden Oberligajahr 1962/63, wo es um die Nominierung für die neue Fußball-Bundesliga zur Saison 1963/64 ging, klappte die Kaderverstärkung überhaupt nicht. St. Pauli landete auf dem 6. Rang im Norden und vom DFB wurde der dritte Bundesligaplatz für einen Nordvertreter Eintracht Braunschweig zugesprochen; die Millerntor-Elf musste ab 1963/64 in der Zweitklassigkeit der Regionalliga Nord antreten.

### Regionalliga Nord, 1963 bis 1971
In die Debütrunde der zweitklassigen Regionalliga Nord startete St. Pauli im Sommer 1963 erstmals seit 1952 ohne Trainer Heinz Hempel, Otto Westphal hatte die Trainingsleitung übernommen und aus Togo den Angreifer Guy Acolatse mitgebracht. Pokropp spielte wie sein Team eine konstante Runde – er lief zumeist als rechter Außenläufer auf – und hatte am Rundenende alle 34 Ligaspiele absolviert und vier Tore erzielt. Lokalrivale Altona 93 konnte die Form der Hinrunde nicht halten und Hannover 96 verlor entscheidende Auswärtsspiele, so setzte sich St. Pauli mit zweimal 26:8 Punkten aus der Hin- und Rückrunde als Nordmeister durch und zog in die erste Bundesligaaufstiegsrunde ein. Die begann aber mit einer großen Ernüchterung: Südvizemeister FC Bayern München degradierte am 6. Juni den Nordmeister im Heimspiel vor 26.000 Zuschauern mit einem 4:0-Auswärtserfolg. Die Abwehr des Gastgebers mit Thoms, Klaus Eppel, Gieseler, Pokropp, Gehrke und Porges war durch die Qualität des Bayernangriffes mit den Spielern Karl Schneider, Jakob Drescher, Dieter Brenninger, Werner Ipta und dem Debütanten Franz Beckenbauer überfordert und erfuhr auch nicht die nötige Entlastung durch den stumpfen Angriff mit Peter Danjus, Bergeest, Acolatse, Haecks und Osterhoff. Da sogleich das erste Auswärtsspiel am 10. Juni bei Borussia Neunkirchen mit 1:4 ebenfalls eine deutliche Niederlage brachte, war die Aufstiegsrunde nach den ersten zwei Spielen für Pokropp und Kollegen gelaufen.
Den zweiten Meistertitel gewann St. Pauli 1965/66 unter Trainer Kurt Krause nach einem intensiven Dreikampf an der Spitze gegen die Hauptkonkurrenten Göttingen 05 und Holstein Kiel. Mit Stopper Jürgen Weidlandt (in der Saison 1964/65) und den zwei Angreifern Siegfried Bronnert und Karl-Heinz Pape hatte die Verstärkung im Spielerkader funktioniert und der neue Trainer „Jockel“ Krause hatte den nötigen Schwung und Ehrgeiz mitgebracht. In die BL-Aufstiegsrunde startete der Nordmeister am 4. Juni mit einem 1:0-Heimerfolg vor 23.000 Zuschauern gegen Rot-Weiss Essen. Die Abwehr mit Torhüter Thoms, den Verteidigern Gehrke/Gieseler und der Läuferreihe mit Pokropp, Weidlandt und Porges hatte dabei die torgefährliche RWE-Offensive mit Herbert Weinberg, Willi Koslowski, Helmut Littek, Heinz-Dieter Hasebrink und Willi Lippens gut in Schach gehalten. Die zwei Auswärtsniederlagen bei Schweinfurt 05 (1:2) und im Rückspiel gegen den 1. FC Saarbrücken (1:3) verhinderten dann den Aufstieg von St. Pauli. Der 1:0-Auswärtserfolg vor 36.000 Zuschauern im Georg-Melches-Stadion an der Essener Hafenstraße im letzten Gruppenspiel brachte zwar noch mit 10:6 den Punktegleichstand zuwege, aber der Torquotient von 1,67 zu 1,25 entschied für Essen und für St. Pauli ging es 1966/67 in der Regionalliga weiter. Der konsequente Zweikämpfer aber auch technisch versierte Pokropp hatte alle 12 Aufstiegsspiele in den Jahren 1964 und 1966 für St. Pauli absolviert.
In der Meisterrunde 1965/66 hatte der mehrfache Hamburger- und NFV-Auswahlspieler auch mit St. Pauli im DFB-Pokal eine beachtliche Klinge geschlagen. In der 1. Hauptrunde wurde der 1. FC Saarbrücken mit 4:2 und im Achtelfinale mit einem 3:1 Kickers Offenbach geschlagen, ehe im Viertelfinale am 8. April 1966 das Heimspiel gegen den Bundesligisten 1. FC Nürnberg vor 23.000 Zuschauern mit 0:1 verloren wurde. In der Abwehr waren die Braun-Weißen immer mit der Formation Thoms (Torhüter), Gehrke, Gustke (Verteidiger) und im Lauf mit Pokropp, Weidlandt und Porges dabei angetreten.
Seine Leistungen hatten ihn auch in die Auswahlmannschaft des Norddeutschen Fußball-Verbandes geführt. Er spielte am 27. Oktober 1964 in Aalborg im Freundschaftsspiel gegen Jütland. Beim 4:2-Erfolg trat er an der Seite seiner Vereinskollegen Gustke, Haecks und Osterhoff an und der Oldenburger Arthur Dobat zeichnete sich als dreifacher Torschütze aus. Beim Rückspiel am 29. September 1965 in Kiel vertrat er beim 3:2-Erfolg wieder die Farben des NFV. Jetzt war Porges und wieder Haecks dabei und als Torschützen zeichneten sich Lothar Ulsaß (2 Tore) und Franz-Josef Hönig aus.
Bis einschließlich der Saison 1969/70 war er unangefochtener Leistungsträger und Stammspieler, der Einzug in die Bundesligaaufstiegsrunde glückte aber nicht mehr. Als mit Horst Wohlers und Alfred Hußner neue hoffnungsvolle Spielerpersönlichkeiten nachgerückt waren, beendete er im Sommer 1970 seine Spielerlaufbahn; sein Verein beendete die Runde 1969/70 auf dem 4. Rang. Als 1970/71 unter Trainer Erwin Türk der Weg zur Vizemeisterschaft greifbar war, ließ er sich zum Aushelfen überreden und lief in den fünf Spielen gegen Olympia Wilhelmshaven (1:1), VfL Osnabrück (0:2), Sperber Hamburg (2:0), VfB Lübeck (1:1) und Leu Braunschweig (1:1) nochmals auf und St. Pauli wurde tatsächlich Vizemeister. In allen fünf Einsätzen half er immer in der Innenverteidigung aus.
Nach insgesamt 223 Regionalligaeinsätzen mit 13 Toren war dann aber endgültig seine Spielerkarriere vorbei. Der Verlagsprokurist beendete berufsbedingt seine Spielerlaufbahn. Er wird bei St. Pauli mit 315 Pflichtspielen geführt und ihm werden insgesamt über 500 Spieleinsätze zugeschrieben. Der auf dem Platz äußerst temperamentvolle Pokropp hatte seine Mitspieler oft souverän dirigiert und das Spiel von hinten heraus gestalterisch aufgebaut. Er wurde zu einer unvergessenen Vereinslegende. „Mehr St. Pauli als er geht nicht“, brachte es Walter Frosch einmal auf den Punkt.

### Leben nach der aktiven Zeit

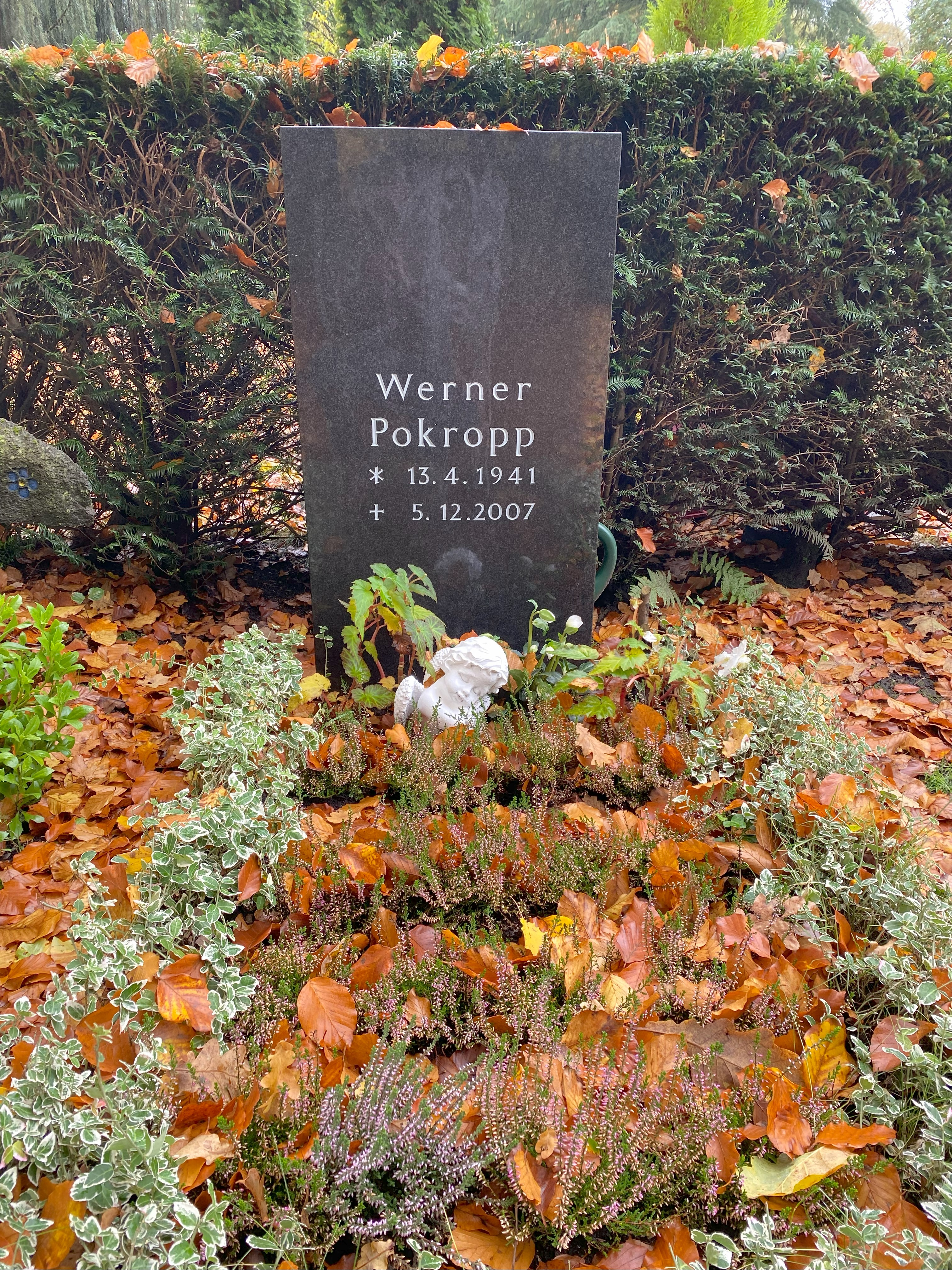
Grabstätte auf dem Friedhof Ohlsdorf

Nach dem Ende seiner Spielerlaufbahn übernahm er zunächst für zwei Jahre die A-Jugend von St. Pauli; anschließend betätigte er sich einige Jahre als Ligaobmann. Als Trainer Kurt Krause in der Saison 1974/75 einen Herzinfarkt erlitt, übernahm er für einige Monate das Traineramt. Erneut sprang er dann nach dem Lizenzentzug 1979 von Juli bis Oktober 1979 als Trainer in der Amateur-Oberliga Nord ein, ehe er dieses Amt an seinen früheren Lägerdorfer Mitspieler Kuno Böge abgab. Pokropp wurde von der Hamburger Presse als einer der Vereinsretter gefeiert. Er baute gemeinsam mit anderen Unentwegten die sogenannte „Traditionsmannschaft“ auf. Er ließ sich 2002 in den Aufsichtsrat wählen, in dem er bis März 2007 Mitglied war.
Er starb Anfang Dezember 2007 überraschend an einem Herzinfarkt und wurde auf dem Friedhof Ohlsdorf beigesetzt. Die Grabstätte liegt im Planquadrat K 32, südlich von Kapelle 10.

## Weblink
- Spieler A–Z (Spundflasche)